# Sophie Capewell

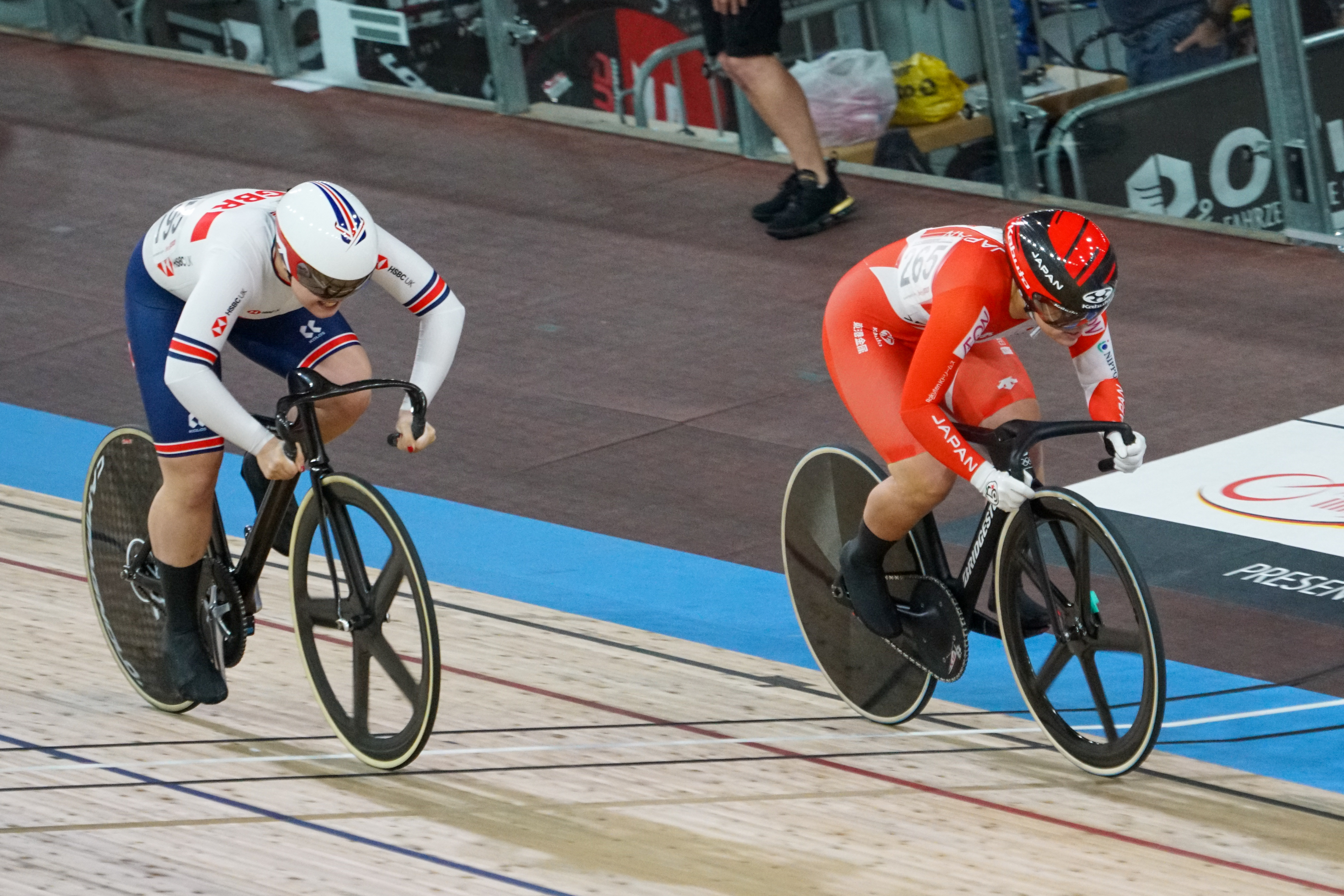
Capewell bei der Bahn-WM 2020 in Berlin im Sprint-Duell gegen die Japanerin Yūka Kobayashi

Sophie Ellen Capewell MBE (* 4. September 1998 in Lichfield) ist eine britische Bahnradsportlerin, die auf die Kurzzeitdisziplinen spezialisiert ist.

## Sportlicher Werdegang
Sophie Capewell stammt aus einer Radsportfamilie. Ihr Vater war Trainer in einem Verein, und nachdem ihre ältere Schwester angefangen hatte, Rennen zu fahren, begann auch sie im Alter von sechs Jahren damit. Schon als Jugendfahrerin errang sie nationale Titel.
2015 gab Sophie Capewell bei den Junioren-Europameisterschaften in Athen ihr internationales Debüt und verpasste mit den Plätzen vier (im Sprint) und fünf (im Keirin) nur knapp eine Medaille. Im Jahr darauf, bei den Junioren-Europameisterschaften in Montichiari errang sie zwei Bronzemedaillen, im 500-Meter-Zeitfahren und mit Lauren Bate im Teamsprint. 2017 wurde sie im Alter von 18 Jahren zweifache britische Meisterin der Elite, im Keirin und mit Bate im Teamsprint. 2019 wurde sie nationale Meisterin im Sprint.
2024 wurde Sophie Capewell für die Olympischen Spiele in Paris nominiert. Gemeinsam mit Emma Finucane und Katy Marchant wurde sie Olympiasiegerin im Teamsprint.

## Erfolge
2015
- Britische Junioren-Meisterin – Keirin, Zeitfahren

2016
- Junioren-Europameisterschaft – Zeitfahren, Teamsprint (mit Lauren Bate)

2017
- Britische Meisterin – Keirin, Teamsprint (mit Lauren Bate)

2019
- Britische Meisterin – Sprint

2021
- Weltmeisterschaft – Teamsprint (mit Blaine Ridge-Davis, Millicent Tanner und Lauren Bate)

2022
- Commonwealth Games – Keirin
- Commonwealth Games – 500-Meter-Zeitfahren
- Weltmeisterschaft – Teamsprint (mit Lauren Bell und Emma Finucane)

2023
- Europameisterschaft – Teamsprint (mit Emma Finucane, Lauren Bell und Katy Marchant)
- Europameisterschaft – Sprint
- Weltmeisterschaft – Teamsprint (mit Lauren Bell und Emma Finucane)

2024
- Europameisterschaft – Keirin, Teamsprint (mit Emma Finucane, Katy Marchant und Lowri Thomas)
- Nations Cup in Adelaide – Teamsprint (mit Emma Finucane, Katy Marchant und Lauren Bell)
- Nations Cup in Hongkong – Teamsprint (mit Emma Finucane und Katy Marchant)
- Britische Meisterin – Teamsprint (mit Emma Finucane, Georgette Rand und Millicent Tanner)
- Olympiasiegerin – Teamsprint (mit Katy Marchant und Emma Finucane)
- Weltmeisterin – Teamsprint (mit Katy Marchant und Emma Finucane)
- Weltmeisterschaft – 500-Meter-Zeitfahren